# Street Action
Street Action è il settimo album in studio del gruppo musicale rock canadese Bachman-Turner Overdrive, pubblicato nel febbraio 1978.

## Tracce
1. I'm in Love – 3:52
2. Down the Road – 4:03
3. Takes a Lot of People – 4:06
4. A Long Time for a Little While – 3:52
5. Street Action – 4:16
6. For Love – 4:39
7. Madison Avenue – 6:01
8. You're Gonna Miss Me – 4:07
9. The World Is Waiting for a Love Song – 5:04

## Formazione
- Robbie Bachman - percussioni, batteria
- Jim Clench - basso, voce
- Blair Thornton - chitarra
- C.F. Turner - chitarra, voce